# Nations Cup Femenina 2008
La Nations Cup Femenina del 2008 fue la primera edición del torneo femenino de rugby.

## Equipos participantes
- Selección femenina de rugby de Canadá (Canucks)
- Selección femenina de rugby de Estados Unidos (Eagles)
- Selección femenina de rugby de Inglaterra (Red Roses)

## Posiciones
| Pos. | Equipo         | Encuentros | Encuentros | Encuentros | Encuentros | Tantos  | Tantos    | Tantos     | Puntos Totales |
| Pos. | Equipo         | jugados    | ganados    | empatados  | perdidos   | a favor | en contra | diferencia | Puntos Totales |
| ---- | -------------- | ---------- | ---------- | ---------- | ---------- | ------- | --------- | ---------- | -------------- |
| 1    | Inglaterra     | 2          | 2          | 0          | 0          | 60      | 23        | + 37       | 4              |
| 2    | Canadá         | 2          | 1          | 0          | 1          | 24      | 43        | - 19       | 2              |
| 3    | Estados Unidos | 2          | 0          | 0          | 2          | 14      | 32        | - 18       | 0              |

## Resultados
| 22 de agosto | Inglaterra | 17 - 14 | Estados Unidos |  |  |

| 24 de agosto | Inglaterra | 43 - 9 | Canadá |  |  |

| 26 de agosto | Canadá | 15 - 0 | Estados Unidos |  |  |

| Bandera de Inglaterra |
| Campeón Inglaterra    |